# Lesothos riksvapen

Lesothos statsvapen mellan 1966 och 2006

Lesothos riksvapen visar en gul Lesothostridssköld med en naturalistisk återgivning av en krokodil, den kungliga dynastins emblem. Bakom skölden syns typiska sydafrikanska vapen: en assegaj och en klubba, samt en strutsfjäder. Sköldhållare är två stegrande hästar. Postamentet visar Thaba Bosiu-berget där kung Moshoeshoe I begravdes på 1870-talet. Längst ner finns ett textband med valspråket Khotso Pula Nala: "Fred, regn, välstånd".